# Nueva Florida, Mexiko
Nueva Florida är en ort i Mexiko.   Den ligger i kommunen Morelia och delstaten Michoacán de Ocampo, i den södra delen av landet, 230 km väster om huvudstaden Mexico City. Nueva Florida ligger 2 045 meter över havet och antalet invånare är 460.
Terrängen runt Nueva Florida är kuperad åt nordost, men åt sydväst är den platt. Runt Nueva Florida är det tätbefolkat, med 493 invånare per kvadratkilometer. Närmaste större samhälle är Morelia, 16,8 km nordost om Nueva Florida. I omgivningarna runt Nueva Florida växer huvudsakligen savannskog.